# Oberto Doria
Oberto Doria (Genova, 1229 – Genova, 1306) è stato un politico e ammiraglio italiano della Repubblica di Genova del XIII secolo.

## Biografia
Oberto apparteneva alla potente famiglia ghibellina genovese dei D'Oria. Era figlio di Pietro e fratello di Lamba e di Jacopo.
Il 28 ottobre 1270 instaurò con Oberto Spinola una diarchia per governare congiuntamente per venti anni la Repubblica di Genova (la diarchia dei due Oberti, che fu la prima di altre quattro diarchie nella storia di Genova). Ricoprì così la carica di Capitano del Popolo.
Oberto condusse una politica intesa a preservare l'integrità della Repubblica genovese insidiata dalla nobiltà guelfa sia dei Fieschi, che nel Levante ligure cercavano d'instaurare una propria Signoria, che dei Grimaldi che avevano usurpato terre genovesi nel Ponente ligure.

Mosse di persona contro Nicolò Fieschi espugnandone nel 1273 la capitale Spezia, mentre nello stesso tempo inviò vittoriosamente il fratello Jacopo contro i Grimaldi.

Condusse invece una condotta di prudente contenimento nei confronti della politica aggressiva del francese Carlo d'Angiò, potente re di Sicilia e di Napoli, che ugualmente minacciava le libertà di Genova.
La sua gloria principale è l'essere stato ammiraglio della flotta genovese che sconfisse duramente i Pisani nella battaglia della Meloria (6 agosto 1284), in cui combatté con Benedetto Zaccaria e con Corrado Spinola, figlio del suo diarca Oberto.
In anticipo rispetto alla scadenza del patto di diarchia (che doveva avere una durata ventennale), nel 1285 vi rinunciò volontariamente, ma mantenne l'autorevolezza che gli derivava dai lunghi anni di governo. Così fu che, il 15 aprile 1288, nella sua residenza fu firmata la pace, a condizioni durissime, imposta a Pisa.
Morì nel 1306.

## Matrimonio e discendenza
Oberto, secondo quanto affermato da Federici, si unì in matrimonio Giacomina Fieschi, figlia del conte di Lavagna Ottobono Fieschi. Tuttavia, esistono fonti che indicano Nicolosina Cybo (viv. 1297), figlia del patrizio genovese Barnaba di Francesco Cybo, come sua consorte. Quel che è certo, però, che Doria sposò Isotta di Ponzone, figlia o erede di Giacomo [IV], marchese di Ponzone. Isotta viene menzionata come defunta in un documento del 1317. La coppia ebbe cinque figli:
- Corrado, (*~1250 †1322). Durante il conflitto tra Genova e Pisa, iniziato nel 1283 a causa di dispute per il controllo di Corsica e Sardegna, Corrado assunse il comando di una flotta. Lo scontro raggiunse il suo apice nel 1284, quando la flotta genovese conseguì una decisiva e schiacciante vittoria navale nella battaglia della Meloria.[2]
- Simone, (*? †?);
- Andreolo, (*? † post 1306). Da lui discese la linea dei Doria di Dolceacqua;
- Raffaele, (*? † post 1306);
- Giovannina, (*? †?).